# Municipio de Aconchi
El Municipio de Aconchi es uno de los 72 municipios del estado mexicano de Sonora, está ubicado en el centro del estado, cerca de la zona de la Sierra Madre Occidental. Su cabecera municipal y localidad más poblada es el pueblo homónimo de Aconchi, mientras que otras localidades importantes son La Estancia y San Pablo de Aconchi. Fue nombrado como municipio el 13 de abril del año 1932. Según el Censo de Población y Vivienda realizado por el Instituto Nacional de Estadística y Geografía (INEGI), el municipio tiene una población total de 2,563 habitantes, y posee una superficie territorial de 358.74 km². El municipio es uno de los más pequeños en extensión y menos poblados del estado. Su producto interno bruto per cápita es de USD 7,656, y su índice de desarrollo humano (IDH) es de 0.8205.

## Historia como municipio
El territorio actual del municipio estuvo habitado en tiempos prehispánicos por el grupo étnico de los ópatas. Fue hasta el año de 1639 cuando se fundó el primer asentamiento por el misionero jesuita Bartolomé Castaño, bajo la categoría de misión y la nombró San Pedro de Aconchi.
En el siglo XIX fue primeramente administrado por un juez de paz dependiente del Partido de Arizpe.
El 26 de noviembre de 1930, por medio de la Ley Número 68, fue suprimido como municipio e incorporado al de Arizpe. Posteriormente, el 13 de mayo de 1931, fue incorporado al municipio de Baviácora mediante Ley Número 88, siendo rehabilitado como municipio independiente y definitivo el 13 de abril de 1932 por la Ley Número 74.

## Geografía
El municipio de Aconchi se localiza en las coordenadas 29°49′29″N 110°13′28″O, en el centro del estado de Sonora, con una altura mínima de 500 metros sobre el nivel del mar y una máxima de 2,200. Colinda al norte con el municipio de Huépac, al este con el de Cumpas, al sur con el de Baviácora, al suroeste con el de Ures, al oeste con el de Rayón y al noroeste con el de San Felipe de Jesús.

### Límites municipales
Tiene límites administrativos con los siguientes municipios según su ubicación:
| Noroeste: San Felipe de Jesús | Norte: Huépac  | Nordeste: Cumpas   |
| Oeste: Rayón                  |                | Este: Cumpas       |
| Suroeste: Ures                | Sur: Baviácora | Sureste: Baviácora |

La extensión territorial es de 358.74 kilómetros cuadrados, está en el puesto 68° del estado de acuerdo al territorio, ocupando solo el 0.08% del área estatal.

### Clima
El clima es seco-semicalido, con una temperatura media mensual máxima de 28 °C en los meses de julio a septiembre y con temperatura media mensual mínima de 13.3 °C de diciembre a febrero; las lluvias se presentan en verano en los meses de julio y agosto, teniendo una precipitación anual de 450 milímetros; Las granizadas son ocasionales; la época de heladas es de noviembre a enero.

### Orografía
En la zona predomina el terreno montañoso de la Sierra Madre Occidental que cubre aproximadamente el 80% de la de la superficie de la región occidental. El resto es terreno plano y ondulado. En el oeste del territorio se encuentra la Sierra de Aconchi, su punto más alto es el pico Picacho Alto La Bonancita que alcanza los 2,169 m s. n. m., otras montañas son: Cerro El Congreso, Cerro El Joma, Cerro La Cruz, Cerro Los Júcaros, Cerro Navarro, Cerro Trébol, Cordón El Infierno y Mesa La Huertita

### Hidrografía
El río Sonora cruza el municipio de Aconchi por el centro a través de un curso de norte a sur; en época de lluvia se nutren de los arroyos Los Alisos, Agua Caliente, El Tepeguaje, La Galera, Las Garzas, El Rancho. Aconchi cuenta con un manantial de aguas termales denominado Agua Caliente y otros como el Nopal, Vinatería, Higuera, Las Garzas, Buena Vista y Hérigo. Además cuenta con 21 pozos de uso agrícola y 5 pozos de abrevadero.

### Flora y fauna

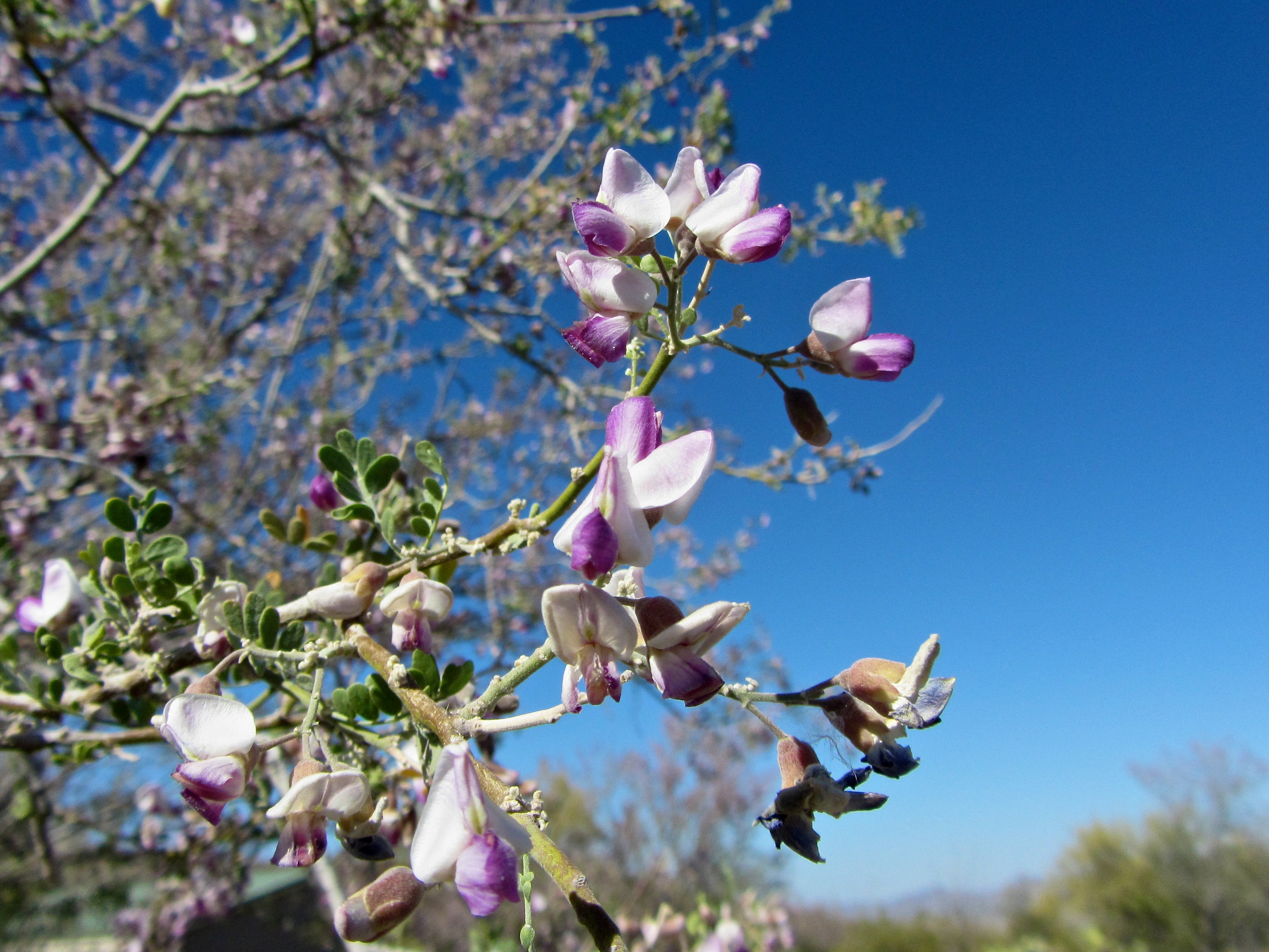
Arbusto de palo fierro, común en la zona del municipio

El territorio se caracteriza por la existencia de mezquital, contándose con variedades tales como mezquite huisache, palo fierro, palo blanco, a ambos lados del río Sonora.
Existen comunidades de bosques, al este de su territorio, con especies de encino blanco, roble y pináceas.
Los animales más característicos y notorios en le municipio son:
- Anfibios: salamandras, sapo, rana verde, sapo toro:
- Reptiles: camaleón, culebra, cobra, boa:
- Mamíferos: puma, jabalí, liebre, conejo, zorra gris:
- Aves: aguililla cola roja, codorniz, güilota.[9]

## Demografía
De acuerdo a los resultados del Censo de Población y Vivienda realizado por el Instituto Nacional de Estadística y Geografía (INEGI), la población total del municipio es de 2,563; con una densidad poblacional de 7.14 hab/km², y ocupa el puesto 38° en el estado por orden de población. Del total de la población 1,227 son mujeres y 1,336 son hombres. En 2020 había 1113 viviendas, pero de estas 790 viviendas estaban habitadas, de las cuales 182 estaban bajo el cargo de una mujer. Del total de los habitantes, sólo 2 personas mayores de 3 años (0.08% del total municipal) habla alguna lengua indígena; mientras que 20 habitantes (0.78%) se consideran afromexicanos o afrodescendientes.
El 92.82% del municipio pertenece a la religión católica, 2.97% es cristiano evangélico/protestante o de alguna variante, mientras que el 4.02% no profesa ninguna religión.

### Educación y salud
Según el Censo de Población y Vivienda de 2020; 6 niños de entre 6 y 11 años (0.26% del total), 7 adolescentes de entre 12 y 14 años (0.27%), 87 adolescentes de entre 15 y 17 años (3.39%) y 55 jóvenes de entre 18 y 25 años (2.15%) no asisten a ninguna institución educativa. 53 habitantes de 15 años o más (2.07%) son analfabetas, 47 habitantes de 15 años o más (1.83%) no tienen ningún grado de escolaridad, 242 personas de 15 años o más (9.44%) lograron estudiar la primaria pero no la culminaron, 86 personas de 15 años o más (3.36%) iniciaron la secundaria sin terminarla, teniendo el municipio un grado de escolaridad de 8.78.
Cuenta con tres escuelas preescolares, tres escuelas primaria, y una secundaria divididas en sus localidades. 
La cantidad de población que no está afiliada a un servicio de salud es de 532 personas, es decir, el 20.76% del total municipal, de lo contrario el 79.05% si cuenta con un seguro médico tanto público como privado; el municipio cuenta con dos centros médicos. En el territorio, 171 personas (6.67%) tienen alguna discapacidad o límite motriz para realizar sus actividades diarias, mientras que 38 habitantes (1.48%) poseen algún problema o condición mental.

### Empleo y ocupaciones
El porcentaje de población activa mayor de 12 años y más es de 48.9% (676 habitantes), mientras que el de población no activa de la misma edad es de 50.9%.

### Localidades
El municipio actualmente se divide en 8 localidades habitadas:
| Localidad            | Población (2020) |
| Total del Municipio  | 2,563            |
| Aconchi              | 1,650            |
| La Estancia          | 761              |
| San Pablo de Aconchi | 118              |
| El Rodeo             | 23               |
| Maicobabi            | 3                |
| Establo López        | 3                |
| La Misión            | 3                |
| La Loma              | 2                |

El mapa de las localidades más importantes del municipio.

Otros asentamientos sin población actual son: Tres Álamos, Tepúa (El Carricito), Agua Caliente, Las Garzas, La Alamedita, Las Albóndigas, Los Alisos, Establo López, El Tarais, Valencia, Rafael Noriega Soufflé, Represo de Romo, La Higuera, Barranca las Higueritas, Havinanchi, La Sauceda.

## Gobierno
El ayuntamiento municipal, que radica en el pueblo de Aconchi, está integrado por un presidente municipal, un síndico y cuatro regidores, electos cada 3 años.

### Representación legislativa
Forma parte de los siguientes distritos electorales:
- Local
  - VI Distrito Electoral de Sonora del Congreso del Estado de Sonora, con sede en Cananea
- Federal
  - IV Distrito Electoral Federal de Sonora de la Cámara de Diputados de México, con sede en Heroica Guaymas.

### Cronología de presidentes municipales
| Período   | Presidente Municipal                                           | Partido Político                                                               |
| --------- | -------------------------------------------------------------- | ------------------------------------------------------------------------------ |
| 1949-1951 | Agustín Ramírez                                                | -                                                                              |
| 1952      | Armando L. Ruíz                                                | -                                                                              |
| 1953-1954 | Eduardo Contreras                                              | -                                                                              |
| 1955-1957 | Jesús L. López                                                 | -                                                                              |
| 1958-1959 | Jesús Borchardt                                                | -                                                                              |
| 1960      | Ignacio Ojeda                                                  | -                                                                              |
| 1961-1963 | Francisco Souffle López                                        | -                                                                              |
| 1965-1966 | Gerardo Preciado Luna                                          | -                                                                              |
| 1967-1968 | Ignacio López López                                            | -                                                                              |
| 1969-1970 | Fermín Contreras V.                                            | -                                                                              |
| 1971-1972 | Alfredo Herrera Quijada                                        | -                                                                              |
| 1973-7975 | Juan Estrella Grijalva                                         | -                                                                              |
| 1974-1976 | Pedro Armando Ruíz López                                       | -                                                                              |
| 1976-1979 | Jesús Reyes Romero Robles                                      | -                                                                              |
| 1979-1981 | Lauro Borchardt Ballesteros                                    | -                                                                              |
| 1983-1984 | Francisco García Zavala                                        | -                                                                              |
| 1985-1988 | Pedro Armando Ruíz                                             | -                                                                              |
| 1988-1991 | Armando Contreras López                                        | -                                                                              |
| 1991-1994 | Baltazar Degollado Durón                                       | -                                                                              |
| 1994-1997 | Francisco Fernando Trigueras Domínguez y Refugio Trujillo Real | Partido Revolucionario Institucional Partido Acción Nacional (respectivamente) |
| 1997-2000 | Jesús Rafael Bojorquez Quijada                                 | Partido Revolucionario Institucional                                           |
| 2000-2003 | Jesús Lugo Durón                                               | Partido Acción Nacional                                                        |
| 2003-2006 | Noé Herrera Borquez                                            | Partido Acción Nacional                                                        |
| 2006-2009 | Francisco Mario Herrera López                                  | Partido Revolucionario Institucional                                           |
| 2009-2012 | José David Figueroa Vindiola                                   | Partido Revolucionario Institucional                                           |
| 2012-2015 | Pedro Armando Lugo López                                       | Partido Acción Nacional                                                        |
| 2015-2018 | José Jesús Souffle Enríquez                                    | Partido Revolucionario Institucional                                           |
| 2018-2021 | Celia Nares Loera                                              | Alianza PRI, Verde y Nueva Alianza                                             |
| 2021-2024 | Rafael Tobillas Durón López                                    | Movimiento Ciudadano                                                           |